# Gbakpodji
Gbakpodji est l'un des sept arrondissements de la commune de Bopa dans le département du Mono au Bénin.

## Géographie
Gbakpodji est situé au sud-ouest du Bénin et compte 5 villages que sont Ahloume, Bolime, Gbakpodji, Houeganmey et Kplatoe.

## Démographie
Selon le recensement de la population de 2013 conduit par l'Institut national de la statistique et de l'analyse économique (INSAE), Gbakpodji compte 6 821 habitants  .

## Galerie de photos

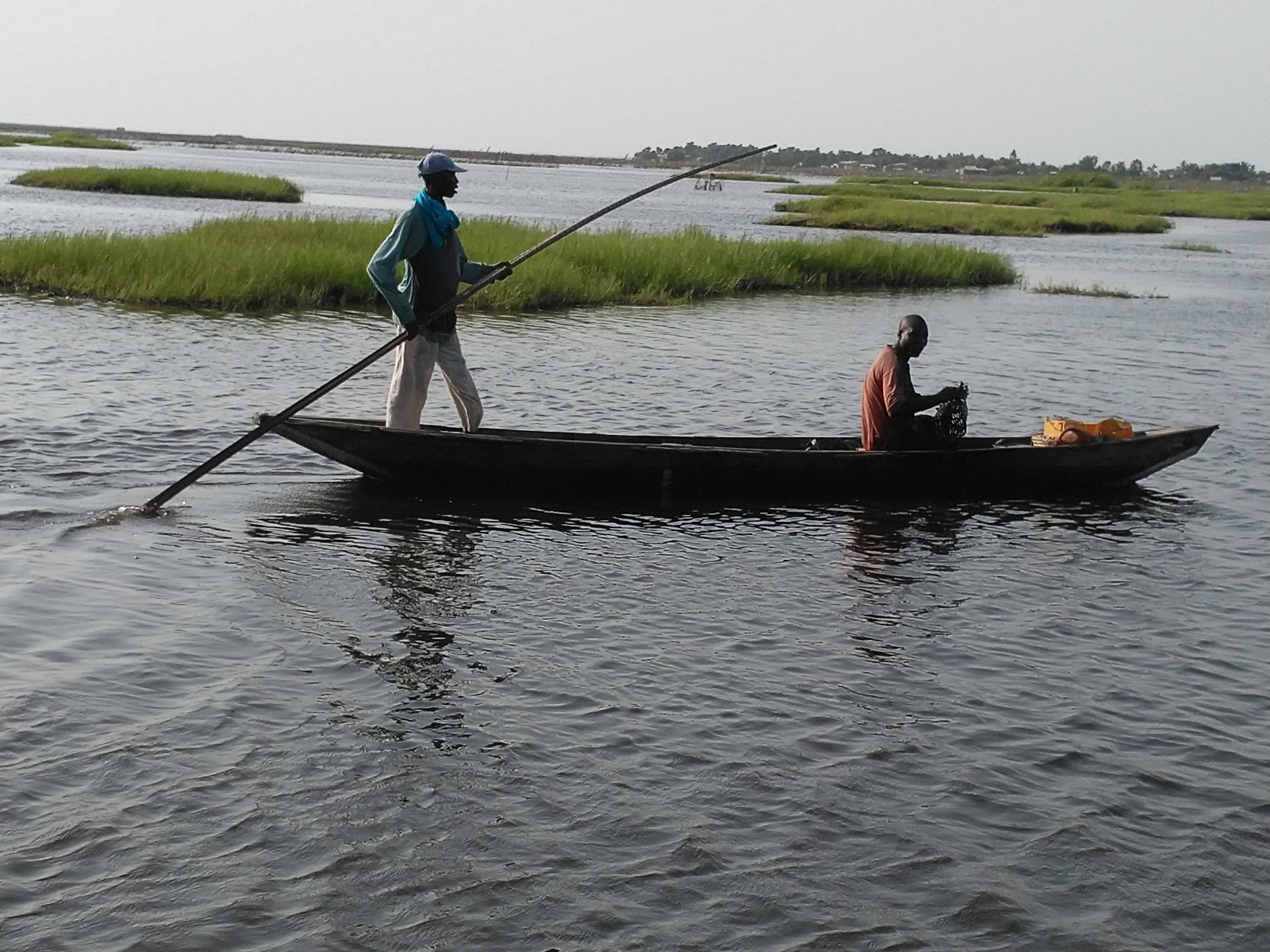
Pêcheurs à Gbakpodji